# Stephan Remmler (Album)
Stephan Remmler ist das 1986 erschienene Debütalbum des deutschen Sängers, Komponisten und Produzenten Stephan Remmler.

## Entstehung
Remmler begann mit der Produktion seines ersten Soloalbums unmittelbar nach den letzten Fernsehauftritten seiner ehemaligen Band Trio im Juni 1986. Wie schon die letzten beiden Alben mit Trio produzierte Remmler sein selbstbetiteltes Debütalbum in einer Vielzahl von Tonstudios, darunter das Audio-Studio in Berlin, den Seestudios in Seeshaupt, dem Can-Studio in Weilerswist und in den Vienna Studios in Wien. Alle Titel produzierte Remmler selbst; die Singleauskopplung Keine Sterne in Athen (3-4-5 × in 1 Monat) wurde von Klaus Voormann co-produziert, der bei vielen Liedern des Albums auch Bass spielt.
Als Gastmusiker sind die Schwestern Inga und Annette Humpe zu hören, die in zwei Liedern den Background-Gesang übernommen haben. Des Weiteren ist der Männerchor Weilerswist und das Polizeiorchester Wien vertreten.

## Musik und Texte
Sämtliche Lieder des Albums wurden von Stephan Remmler verfasst. Eine Ausnahme bildet das Lied Stell dir vor es geht das Licht aus, das von Hans Lang und Erich Meder komponiert und in der Interpretation von Maria Andergast und Paul Hörbiger 1952 bekannt wurde. Remmler verfasste für dieses Lied einen neuen, zeitgemäßeren Text.
Musikalisch bietet das Album eine Vielzahl von Stilen: Während die Singleauskopplung Unter einer kleinen Decke in der Nacht ein Kinderlied ist, ist Ja hast denn du mei Brief net kriegt der Blasmusik zuzuordnen. Im letzteren Lied ahmt Remmler einen Bairischen Dialekt nach. Hinzu kommen Popsongs wie Keine Sterne in Athen oder Seemannslieder wie Lass mich einmal noch wieder bei dir sein. Thematisch behandelt Remmler in seinen Liedern zwischenmenschliche Problemchen und Alltagssorgen.

## Rezeption
Die Kritiken des Albums waren eher durchwachsen. Christian Genzel vom Musikportal Allmusic beschreibt die Musik des Albums als repetitiv und sieht trotz des Stilreichtums des Albums noch deutliche Bezüge zum Stil Remmlers früherer Band Trio. Die Musik wird weitgehend als „kitschig“ und die Texte teils gar als „dumm“ bezeichnet. Genzel lobt jedoch den leicht ironischen Gesangsvortrag Remmlers, der die musikalischen Exkurse interessant macht.
Anfang 1987 besuchte Remmler die österreichische Gemeinde Sankt Kathrein am Offenegg, wo er vom damaligen Bürgermeister Karl Schwaiger „für hervorragende Dienste um den Fremdenverkehr“ zum Ehrenbürger der Gemeinde ernannt wurde. Remmler hatte den Ort in seinem Lied Keine Sterne in Athen besungen.
In Deutschland und in Österreich erreichte das Album in den jeweiligen Albumcharts Platz 8, während auch die Singles Keine Sterne in Athen und Alles hat ein Ende nur die Wurst hat zwei Top-5-Hits wurden. Die englische Fassung des Liedes Keine Sterne in Athen (I Don’t Go To U.S.A.), die auf dem Album nicht enthalten ist, erreichte Platz 1 auf den Philippinen.

## Trackliste
A-Seite
1. Keine Sterne in Athen (3-4-5 × in 1 Monat) 3:07
2. Unter einer kleinen Decke in der Nacht (Das Kuschellied) 2:51
3. Die Zeit mit dir 2:35
4. Lass mich einmal noch wieder bei dir sein 3:31
5. Stell dir vor es geht das Licht aus 2:53

B-Seite
1. Bubela 3:06
2. So richtig froh werd ich doch ohne dich nie wieder sein 3:28
3. Vogel der Nacht 4:10
4. Ja hast denn du mein Brief net kriegt 3:37
5. Alles hat ein Ende nur die Wurst hat zwei (Krause & Ruth) 4:00

Des Weiteren erschien eine Auswahl von vier Titeln des Albums auf einer Extended Play der Plattenfirma Amiga, die ausschließlich in der DDR erhältlich war. Zudem erschien im Intro-Verlag ein Notenbuch mit Partituren zu annähernd allen Liedern des Albums.